# Bratstvo Jeruzalema
Braća i sestre Bratstva Jeruzalema su jedna suvremena katolička monaška zajednica koja živi po pravilu svetog Benedikta. Bratstvo je osnovano 1976. godine u Parizu. Članovi zajednice rade za svoje životne potrebe pola radnog vremena izvan samostana, a ostali dio dana posvećen je kontemplativnom životu.
Duhovnost Bratstva Jeruzalema povezana je s gradom, velikim gradom, to je zapravo gradska duhovnost - otuda i ime Jeruzalem, ime grada u kojem su monasi stražari postavljeni od Gospodina: "Na zidine tvoje, Jeruzaleme, stražare sam postavio...". Svoje samostane osnivaju uglavnom u velikim gradovima, metropolama, i to u srcu tih gradova. Slaveći svečanu liturgiju časova i euharistiju, prema drevnoj monaškoj tradiciji, Bratstvo je oaza duhovnosti i molitve u srcima velikih gradova.
Kuće Bratstva Jeruzalema uvijek su dvostruki samostani: i braće i sestara, pri čemu žive u odvojenim kućama, ali zajedno slave liturgiju časova i euharistiju u svojim crkvama. Skoro 200 članova ove mlade zajednice živi u 11 samostana u nekoliko zemalja: Francuskoj (Paris, Mont-St.-Michel, Magdala, Vézeley, Strasbourg, Lourdes-Ossun), Belgiji (Bruxelles), Meksiku (Tiquana), Italiji (Firenza, Gamogna, Pistoia) i Kanadi (Montreal).
Na hrvatski je prevedena knjiga utemeljitelja Bratstva Jeruzalema:
Pierre-Marie Delfieux: Bog u srcu grada. Jeruzalem. Knjiga života, Teovizija, Zagreb 1996.

## Vanjske poveznice
- Bratstvo Jeruzalema - službene stranice